# Бург (Дитмаршен)
Бург (њем. Burg) општина је у њемачкој савезној држави Шлезвиг-Холштајн. Једно је од 115 општинских средишта округа Дитмаршен. Према процјени из 2010. у општини је живјело 4.219 становника. Посједује регионалну шифру (AGS) 1051016, NUTS (DEF07) и LOCODE (DE BRG) код.

## Географски и демографски подаци
Бург се налази у савезној држави Шлезвиг-Холштајн у округу Дитмаршен. Општина се налази на надморској висини од 15 метара. Површина општине износи 11,2 km². У самом мјесту је, према процјени из 2010. године, живјело 4.219 становника. Просјечна густина становништва износи 376 становника/km².

## Међународна сарадња
| Мјесто    | Држава | Врста сарадње | Од    |
| --------- | ------ | ------------- | ----- |
| Бјолдеруп | Данска | партнерство   | 1950. |
| Извор     |        |               |       |